# Taigan
Der Taigan ist eine nicht von der FCI anerkannte Hunderasse aus Kirgisistan. Der Verband für das Deutsche Hundewesen hat die Rasse 2014 auf nationaler Ebene anerkannt, sie wird vom Deutschen Windhundzucht- und Rennverband (DWZRV) betreut.

## Herkunft und Geschichtliches
Der kirgisische Windhund Taigan gehört, ebenso wie der Azawakh, der Sloughi, der Saluki, der Afghanische Windhund und der Mittelasiatische Tazi zu den orientalischen Windhundrassen, die von Nordafrika bis in den zentralasiatischen Raum verbreitet sind. Da die Kirgisen ein Nomadenvolk sind, das im Verlaufe seiner Geschichte immer wieder seinen Siedlungsraum gewechselt hat, dürfte es schwierig sein, genaue Aussagen über den Ursprung dieser Rasse zu treffen. In seiner heutigen Form ist der Taigan jedoch eine ausgesprochene Hochgebirgsrasse, angepasst an die Arbeit in seiner Heimat, den Hochgebirgsregionen des Tianshan.
In den dreißiger Jahren erfolgte erstmals eine Erfassung der Bestände durch sowjetische Kynologen, eine Arbeit, die dann allerdings durch den Zweiten Weltkrieg unterbrochen wurde. 1964 wurde in der damaligen Sowjetunion ein Rassestandard für den Taigan in Kraft gesetzt. Die Jagd mit Windhunden genoss in der Sowjetunion eine gewisse Förderung; die Jäger waren in Kolchosen organisiert und mussten festgelegte Mengen von Fellen ihrer Beutetiere abliefern.
Nachdem Kirgisistan 1991 mit der Auflösung der Sowjetunion seine Unabhängigkeit erlangt hatte, änderte sich die Rolle der Rasse: Der Zusammenbruch vieler Industriezweige und der kollektivierten Landwirtschaft führte dazu, dass zahlreiche Kirgisen sich wieder der nomadischen Lebensweise ihrer Vorfahren zugewandt haben. Die Jagd mit dem Taigan trägt für viele von ihnen zur Sicherung des Lebensunterhaltes bei. In der neu entstandenen städtischen Oberschicht wurde der Taigan in den letzten Jahren demgegenüber als prestigeträchtiges Symbol der kirgisischen Kultur entdeckt. Vom „Kynologischen Rat der Kirgisischen Republik“ (einer dem Landwirtschaftsministerium zugeordneten Behörde) wurde 1995 ein neuer Rassestandard verabschiedet, und es wurden mehrfach Zuchtschauen in Bischkek durchgeführt.
Eine Anerkennung der Rasse durch die FCI besteht bis jetzt nicht, die Union of Cynologists of Kyrgyz Republic (UCKR) wurde im Oktober 2009 Vertragspartner der FCI, was erst die Basis für eine mögliche Anerkennung schuf.

## Beschreibung
Der Taigan ist ein mindestens 65 cm (Hündinnen mindestens 60 cm) großer Windhund in den Farben Schwarz, schwarz mit weißen Abzeichen, grau, braun und fahlgelb, weiß. Bereiche dunkel gefärbten Fells können weiße Abzeichen aufweisen. Das Haar der Hunde ist weich, lang und dicht, im Winter entwickelt sich Unterwolle. Die Ohren sind hängend, dick und ohne Falten. Ein besonderes Merkmal des Taigan ist der typische Kringel am Ende der Rute – die letzten Glieder sind zusammengewachsen, so dass der Kringel nicht entrollt werden kann.
Durch sein großes Lungenvolumen, seinen im Vergleich zu anderen Windhunden sehr starken Knochenbau und sein dichtes Fell ist der Taigan in der Lage, in Höhen bis zu 4000 Metern zu jagen.

## Verwendung
Jagdhund, Hetzhund auf das Wild der Gebirge. Typische Beutetiere sind Steinböcke, Rehe, Wölfe, Füchse und Murmeltiere. Manche Jäger verwenden den Taigan zur koordinierten Jagd mit dem Steinadler. Zur Jagd auf den zentralasiatischen Hasen (Tolai) wird der Taigan eher selten verwendet. 
Bedingt durch das zerklüftete Gelände seiner Ursprungsregion jagt der Taigan, anders als die meisten anderen Windhunde, nicht nur mit den Augen, sondern mit allen Sinnen.